# Point Lonely Short Range Radar Site
Point Lonely Short Range Radar Site est un site radar à courte portée de l'US Air Force situé dans le North Slope Borough de l'état américain de l'Alaska, à 135 kilomètres au sud-est de Point Barrow, en Alaska. Il n'est pas ouvert au public.

## Installations et appareils
L'installation contient une piste d'atterrissage rugueuse à une altitude de 5 mètres au-dessus du niveau moyen de la mer. Elle possède une piste orientée 7/25 avec une surface de gravier mesurant 1 524 mètres de long pour 30 mètres de large. Selon la FAA, pour la période de 12 mois se terminant le 12 juillet 1977, elle comptait 15 500 opérations d'aviation générale, soit 42 en moyenne par jour.  La Husky Oil Company effectuait des vols à destination et en provenance de Lonely. La plupart des vols étaient assurés par des L-188 Electra et également un rare C-133 Cargomaster. Husky a dû apporter des améliorations à la piste afin d'accueillir ces appareils.

## Historique
La piste d'atterrissage a été construite en 1957 pour soutenir la station radar de la ligne d'alerte avancée à Point Lonely (POW-1). La station était soutenue logistiquement par la station de la ligne DEW de Point Barrow Main (POW-MAIN). Elle était exploitée par des contractuels civils. Les opérations de la ligne DEW ont cessé en octobre 1990 et le personnel a été relevé de ses fonctions.
La station radar a été modernisée avec de nouveaux radars, et en 1994 a été redésignée comme partie du système d'alerte du Nord (NWS) en tant que site radar à courte portée A-18, équipé d'un radar de surveillance AN/FPS-124. En 1998, les Forces aériennes du Pacifique ont lancé «l'opération Clean Sweep», au cours de laquelle les stations abandonnées de la guerre froide en Alaska ont été démantelées et les terres ont été restaurées dans leur état antérieur. L'assainissement du site du radar et de la station de soutien a été effectué par le 611th Air Support Group d'Elmendorf AFB, et les travaux d'assainissement ont été achevés en 2005.
Le site est contrôlé par le 611th Air Support Group du Pacific Air Forces, basé à Elmendorf. La piste d'atterrissage reste ouverte pour permettre aux techniciens d'accéder au site radar militaire.